# GE B23-7
A GE B23-7 egy GE dízelmozdony. Összesen 536 darabot gyártottak belőle.

## Eredeti vásárlók
| Vasúttársaság                          | Darabszám | Pályaszám                           |
| -------------------------------------- | --------- | ----------------------------------- |
| Atchison, Topeka and Santa Fe Railway  | 69        | 6350-6418                           |
| Conrail                                | 141       | 1900-2023, 2800-2816                |
| Ferrocarriles Unidos del Sureste       | 3         | 522-524                             |
| Louisville and Nashville Railroad      | 15        | 5115-5129                           |
| Missouri Pacific Railroad              | 85        | 2289-2358, 4670-4684                |
| Ferrocarriles Nacionales de México SMT | 8         | 1-01 - 1-08                         |
| Ferrocarriles Nacionales de México     | 114       | 9130-9180, 10001-10052, 12001-12011 |
| Providence and Worcester Railroad      | 1         | 2201                                |
| Seaboard Coast Line Railroad           | 29        | 5100-5114, 5140-5153                |
| Southern Pacific Railroad              | 15        | 5100-5114                           |
| Southern Railway                       | 54        | 3970-4023                           |
| Texas Utilities                        | 3         | 3304, 3306, 3307                    |